# Johannes Norrstadius
Johannes Norrstadius, född 15 maj 1682 i Norrköping, död 13 april 1737 i Västerlösa socken, han var en svensk kyrkoherde i Västerlösa socken. 

## Biografi
Johannes Norrstadius föddes 15 maj 1682 i Norrköping. Han var son till timmermannen och ringkarlen Måns Hansson. Norrstadius studerade i Norrköping och Linköping. Han blev 1708 student vid Lunds universitet och prästvigdes 14 mars 1716. Norrstadius blev 1718 domkyrkokomminister i Linköpings församling och 10 november 1725 kyrkoherde i Västerlösa församling, tillträdde 1726. År 1726 var han respondens vid prästmötet. Han avled 13 april 1737 i Västerlösa socken och begravdes 26 april av kyrkoherden Nils Saxonius i Björkebergs socken.

### Familj
Norrstadius gifte sig 5 juli 1719 med Greta Giädda (1680–1753). De fick tillsammans dottern Christina Rebecka (1720–1762) som gifte sig med apotekaren Conrad Theodor Rosenthal i Linköping.